# Srážka vlaků v Kdyni

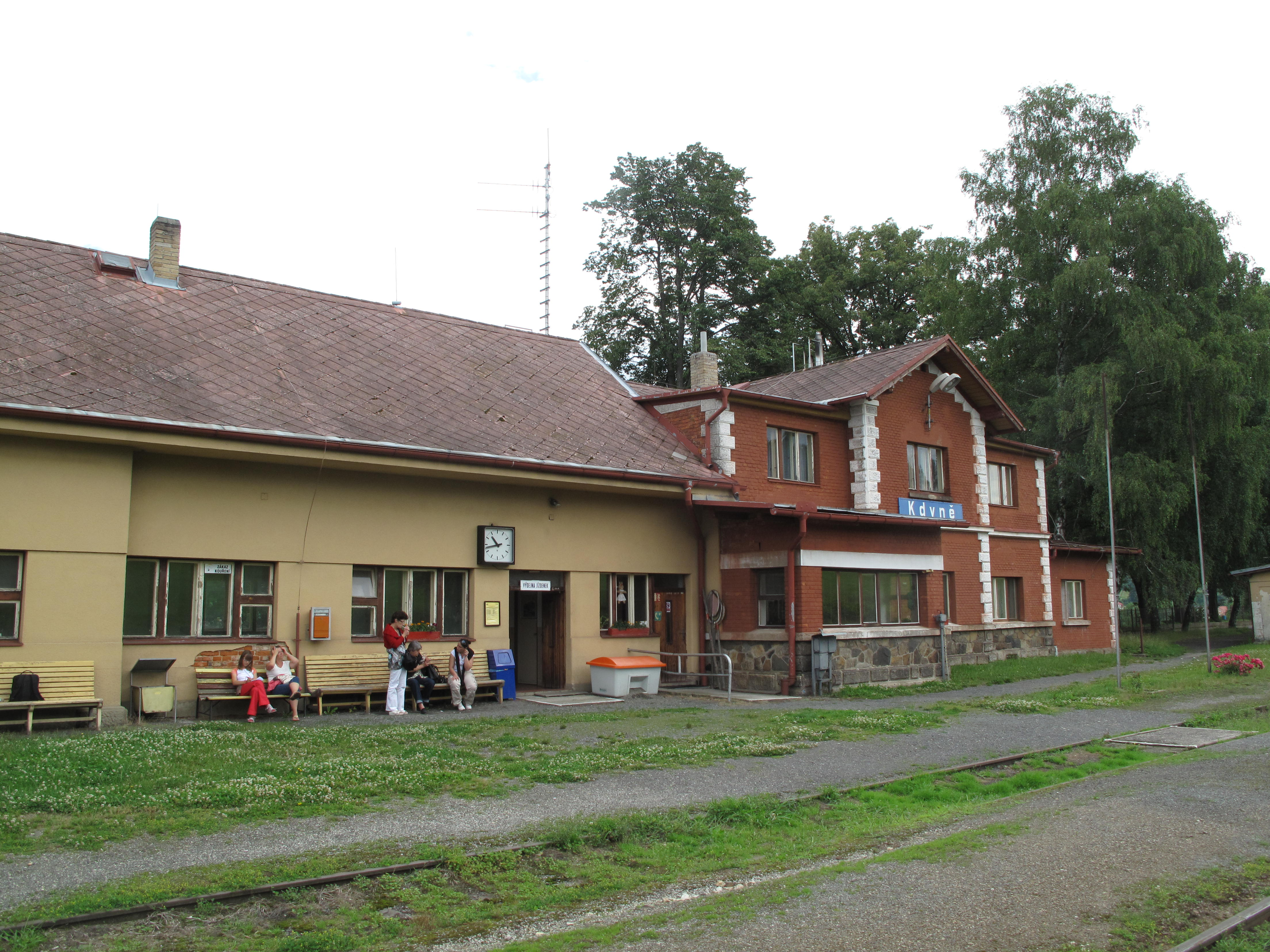
Nádraží v Kdyni

Srážka vlaků v Kdyni je železniční mimořádná událost, k níž došlo 9. září 2020 ve stanici Kdyně v okrese Domažlice. Motorový vůz 810.406 jedoucí z Klatov do Domažlic jako osobní vlak 17544 Českých drah tehdy nezastavil ve stanici Kdyně, projel kolem odjezdového návěstidla signalizujícího stůj a srazil se s přijíždějícím služebním vlakem ČD Cargo sestávajícím z lokomotivy 742.243 a diagnostického vozu. 
Strojvedoucí osobního vlaku sice ve stanici brzdil, ale přes veškerou svoji snahu jej ani při využití pískování nedokázal zastavit. Spekuluje se, že příčinou byl stav staniční koleje, která byla užívána jen sporadicky a zarostla trávou, což značně snížilo adhezi mezi koly vlaku a kolejnicí a vyvolalo smyk.
Při nehodě došlo ke zranění 19 lidí, přičemž mezi vážně zraněnými byl i strojvůdce, který setrval až do konce v kabině a snažil se situaci nějak vyřešit. Škoda na trati a vozidlech byla předběžně odhadnuta na 4,75 milionu Kč.